# Nigromant d'Endor

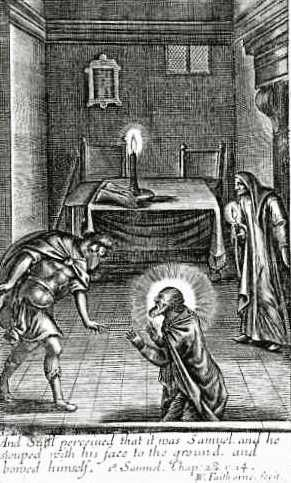
La nigromant d'Endor, de l'obra Sadducismus Triumphatus de Joseph Glanvill

La nigromant d'Endor és un personatge que apareix en els Llibres de Samuel, de la Bíblia.
Saül, el primer rei d'Israel, estava en guerra contra els filisteus i es trobava en una situació desesperada, acorralat també pels seus enemics polítics. Atemorit, no sabia com actuar i Jehovà no contestava els seus precs. Havia fet desterrar d'Israel els nigromants i endevins per ajustar-se a la llei de Déu, però, contravenint les seves pròpies normes, va decidir consultar una nigromant que actuava clandestinament, una pitonissa que vivia a Endor. Saül es disfressà i anà de nit, acompanyat per dos homes, a casa de la bruixa. L'endevinadora va fer prometre a Saül que no seria perseguida per la llei. Saül va demanar a la pitonissa que convoqués l'ombra de Samuel, el jutge i profeta ja mort (I Samuel, 28,5-25). Samuel va aparèixer del fons de la terra cobert amb un mantell de profeta i l'endevinadora va veure que el consultant era el rei Saül, però continuà amb la invocació perquè Saül tornà a prometre que no la perseguiria. Saül va exposar a l'aparició la seva situació. El profeta va respondre al rei que perdria el tron a mans de David i el regne a mans dels filisteus, perquè havia desobeït Déu en no haver fet la guerra contra els amalequites.
La profecia del fantasma de Samuel és en gran manera una repetició de les paraules de Samuel quan estava viu, en 1 Samuel 15. L'única informació nova és la profecia que Saül havia de morir "demà". I, tanmateix, si els esdeveniments dels capítols 1Sam.28-31 estan en ordre cronològic, Saül no va morir l'endemà, sinó al cap de tres dies, per donar temps als moviments de les tropes de David a arribar a Siclag "al tercer dia" 1Sam.30:1. En aquest cas l'única profecia nova, que va ser afegida per la bruixa, era en realitat incorrecta.
En la Septuaginta, la traducció grega de l'Antic Testament, la frase "una dona amb un esperit" (28,7) es tradueix com "un ventríloc". Orígenes, que analitzà el tema, deia que la veu del fantasma era, de fet, la de la dona.
Segons el Llibre de les cròniques, la tràgica mort de Saül i els seus va ser conseqüència dels seus pecats i també d'haver convocat els morts.